# Okres Chrudim
Der  Okres Chrudim (deutsch Bezirk Chrudim) befindet sich im Pardubický kraj (Region Pardubitz, Tschechien) und nimmt eine Fläche von 1.030 km² ein, auf der 106.398 Einwohner (Stand 1. Januar 2023) in 108 Gemeinden leben, von denen ein Drittel in den Städten Chrudim und Hlinsko wohnt. Weitere Städte sind Skuteč, Heřmanův Městec, Luže, Nasavrky, Seč u Nasavrk, Slatiňany, Chrast, Třemošnice und Ronov nad Doubravou.
Die landwirtschaftlich nutzbare Fläche nimmt 62 % ein, Waldgebiete weitere 18 %. Angebaut werden vor allem Getreide, Kartoffeln und Zuckerrüben, hinzu kommt Milchwirtschaft, Rinder- und Schweinezucht und die Verarbeitung von Eiern. Industriezentren sind Chrudim (Maschinenbau, Nahrungsmittelindustrie, Textilgewerbe), Hlinsko (Elektrotechnik, Pelzindustrie, Nahrungsmittel), Skuteč (Leder- und Textilindustrie), Nasavrky (Textil), Prachovice (Baustoffe), Třemošnice (Maschinenbau), Chrast (Nahrungsmittel- und Holzverarbeitung), Hrochův Týnec (Zuckerherstellung, Baustoffe). Dank des Wachstums kleiner Unternehmen wächst die Anzahl der Beschäftigten im Baugewerbe. Mit 9,4 % gehört der Bezirk zu den Regionen mit der höchsten Arbeitslosigkeit.
Neben Investitionen in das Handelsgewerbe soll vor allem der Fremdenverkehr angekurbelt werden. Neben zahlreichen Rekonstruktionen in den Städten wurden auch Denkmäler wiederhergestellt und der Öffentlichkeit zugänglich gemacht.

## Sehenswürdigkeiten
Zu den wichtigsten Sehenswürdigkeiten gehören
- Die Bezirksstadt Chrudim mit ihrem historischen Kern mit der Kirche Nanebevzetí Panny Marie und dem Marionettenmuseum in Mydlářův dům.
- Der Staatshof Slatiňany und sein Gestüt mit angeschlossenem hippologischem Museum
- Ruinen der Burg Košumberk, Burg Lichnice, Burg Rychmburk und Burg Oheb
- Kirche des Hl. Bartoloměj mit einer Holzglocke in Kočí
- Jüdisches Areal in Heřmanův Městec
- Denkmal der Opfer des Nationalsozialismus in Ležáky.
- Ausstellung der Volksarchitektur in Vysočina na Veselém Kopci und in der Umgebung von Hlinecko.
- Natürliche Sehenswürdigkeiten machen den Bezirk auch zu einem oft besuchten Ziel für Wasser-, Sommer- und Wintersportler

Einige berühmte Persönlichkeiten wurden hier geboren oder haben hier gewirkt:
- Pädagoge und Philosoph Wilhelm Jerusalem
- Erfinder der Schiffsschraube Josef Ressel
- Schriftsteller Karel Václav Rais, Jaroslav Vrchlický
- Komponist Zdeněk Fibich, Vítězslav Novák
- Maler Antonín Chittussi, Adolf Kosárek, Antonín Slavíčka.

Zum 1. Januar 2007 wechselten die Gemeinden Leština, Nové Hrady, Řepníky, Stradouň und Vinary in den Okres Ústí nad Orlicí.

## Städte und Gemeinden
Běstvina – Biskupice – Bítovany – Bojanov – Bor u Skutče – Bořice – Bousov – Bylany – Chrudim – Ctětín – Čankovice – České Lhotice – Dědová – Dolní Bezděkov – Dřenice – Dvakačovice – Hamry – Heřmanův Městec – Hlinsko – Hluboká – Hodonín – Holetín – Honbice – Horka – Horní Bradlo – Hošťalovice – Hrochův Týnec – Hroubovice – Chrast – Chroustovice – Chrudim – Jeníkov – Jenišovice – Kameničky – Kladno – Klešice – Kněžice – Kočí – Kostelec u Heřmanova Městce – Krásné – Krouna – Křižanovice – Lány – Leštinka – Libkov – Liboměřice – Licibořice – Lipovec – Lozice – Lukavice – Luže – Míčov-Sušice – Miřetice – Mladoňovice – Morašice – Mrákotín – Nabočany – Načešice – Nasavrky – Orel – Ostrov – Otradov – Perálec – Podhořany u Ronova – Pokřikov – Prachovice – Proseč – Prosetín – Předhradí – Přestavlky – Rabštejnská Lhota – Raná – Ronov nad Doubravou – Rosice – Rozhovice – Řestoky – Seč – Skuteč – Slatiňany – Smrček – Sobětuchy – Stolany – Střemošice – Studnice – Svídnice – Svratouch – Tisovec – Trhová Kamenice – Trojovice – Třemošnice – Třibřichy – Tuněchody – Úherčice – Úhřetice – Vápenný Podol – Včelákov – Vejvanovice – Vítanov – Vojtěchov – Vortová – Vrbatův Kostelec – Všeradov – Vysočina – Vyžice – Zaječice – Zájezdec – Zderaz – Žlebské Chvalovice – Žumberk